# II. K’inich K’an Joy Chitam
II. Kʼinich Kʼan Joy Chitam (hieroglif forma: K'INICH-[K'AN]-JOY[CHITAM]-ma; magyarul: Drága/Sárga Megkötözött Pekari) (Palenque, 644. – 721 körül) Palenque maja állam uralkodója volt. Születésének dátuma a maja naptár szerint 9.10.11.17.0 11 Ajaw 8 Mak.

## Élete, uralkodása
Bátyja és elődje, II. K'inich Kan Bahlam fiúörökös nélkül hunyt el, vagy túlélte fiait, ezért 702-ben (a maja naptár szerint 9.13.10.6.8 5 Lamat 6 Xul) öccseként ő követte a trónon. Az utódlást jó előre bebiztosították, ő már apjuk, K’inich Janaab Pakal halálakor, bátyja beiktatása után rögtön felvette baah ch’ok (trónörökös) címet.
Testvére őelőtte 48 éves korában lépett a trónra, de ő még ennél is idősebb, 57 éves volt, amikor hatalomra került.
Egy sor nagy építkezés és új emlékmű létrehozása fűződik a nevéhez. Ő kezdte meg a palota keleti és nyugati udvarát lezáró északi szárny építtetését. A palota már meglévő részeit stukkó domborművekkel és feliratos táblákkal díszítették. A leglátványosabb alkotás
az új szárny közepén lévő Palotatábla, Palenque egyik 1egrejtélyesebb művészeti alkotása. A monumentális trónhátlapot művészi faragványok díszítik. A hosszú szöveg elmeséli K’inich K’an Joy Chitam múltját atyja és bátyja mellett a trónra lépéséig. A relief meglehetősen szokásos alkotás, de felirata különös módon egy Ux Yop Huun nevű személy születéséről és névadási szertartásáról számol be, mintha nem K’inich K’an Joy Chitam, hanem ő lenne az ábrázolt király. Az elbeszélés az északi galéria felavatásával ér véget 72O-ban, amely a szöveg szerint Ux Yop Huun háza volt, de a ceremóniát K’an Joy Chitam ,,felügyelte".
A szomszédos Toniná városállam 711-ben hadjáratot indított a Palenque ellen, és a 66 éves királyt is elfogták. Egy toninái domborművön is megjelenik a megkötözött, de méltóságteljes uralkodó képe, akit nem teljesen fosztottak meg királyi díszeitől.
A majakutatók sokáig úgy vélték, hogy a vereség K'inich K'an Joy Chitam halálát jelentette, de David Stuart meggyőző módon bizonyította, hogy visszakerült trónjára. Neve szerepel egy sérült feliraton 714-ből Piedras Negrasban, 718-ban pedig egy szertartást felügyelt Palenque-ben – valószínűleg Toniná vazallusaként, Ux Yop Huun
talán régensként helyettesítette, de szerepe pontosan nem ismert.

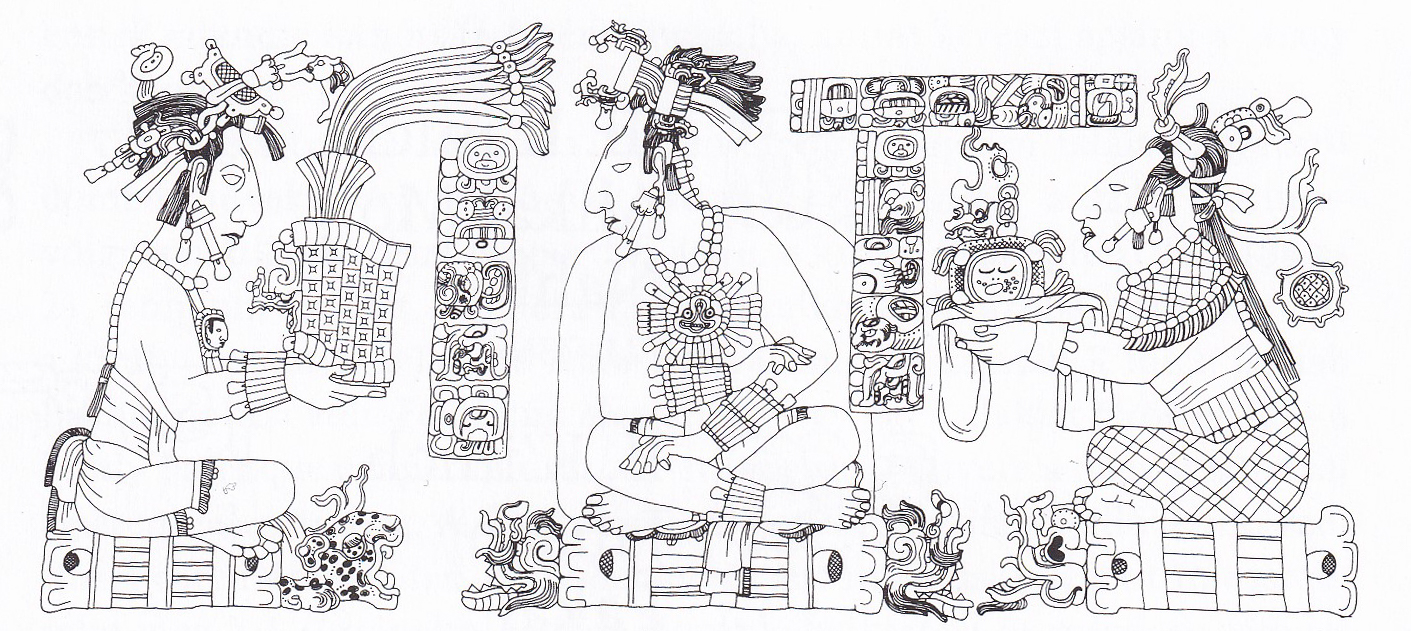
A Palotatábla részlete. Janaab Pakal király és Tz’akbu Ajaw királyné átnyújtják a „nagy dob” koronát és a háborút jelképező „tűzkövet és pajzsot” II. K’inich K’an Joy Chitamnak. Rekonstrukciós rajz

## Emlékművei
- Palotatatábla;
- Del Rio-trón(?);
- Harcosok táblája;
- a 14. templom domborműves táblája(?);
- Dumbarton Oaks-i tábla